# Mang'ata Kimai Ndiwa
Mang'ata Kimai Ndiwa (* 12. Dezember 1987) ist ein ehemaliger kenianischer Leichtathlet, der sich auf den Langstreckenlauf spezialisiert hat.

## Sportliche Laufbahn
Erste internationale Erfahrungen sammelte Mang'ata Kimai Ndiwa bei den Crosslauf-Weltmeisterschaften 2005 in Saint-Étienne in 24:15 min den fünften Platz im U20-Rennen belegte. Im September gewann er dann bei den Juniorenafrikameisterschaften in Tunis in 13:45,37 min die Silbermedaille m 5000-Meter-Lauf. Im Jahr darauf siegte er in 23:53 min im U20-Rennen bei den Crosslauf-Weltmeisterschaften 2006 in Fukuoka und gewann auch in der Teamwertung die Goldmedaille. Im August belegte er bei den Juniorenweltmeisterschaften in Peking in 13:44,03 min den vierten Platz über 5000 Meter. Bei den Crosslauf-Weltmeisterschaften 2009 in Amman gelangte er mit 35:32 min auf den 14. Platz im Einzelbewerb. Nach einer mehrjährigen Wettkampfpause bestritt er ab 2015 wieder Wettkämpfe und gewann im Jahr darauf bei den Afrikameisterschaften in Durban in 13:16,85 min die Bronzemedaille über 5000 Meter hinter seinem Landsmann Douglas Kipserem und Elroy Gelant aus Südafrika. 2018 beendete er dann seine aktive sportliche Karriere im Alter von 31 Jahren. 
2016 wurde Ndiwa kenianischer Meister im 5000-Meter-Lauf.

## Persönliche Bestzeiten
- 3000 Meter: 7:48,55 min, 18. Juli 2018 in Bellinzona
- 5000 Meter: 13:13,35 min, 26. Juni 2016 in Durban